# Транзитный участок
Транзитный участок, или переход (англ. hop — «прыжок») — участок сети между двумя узлами сети, по которому передаются сетевые пакеты (или датаграммы). Обычно используется для определения «расстояния» между узлами. Чем больше транзитных участков — тем сложнее путь маршрутизации и тем «дальше» находятся узлы друг от друга.
Так как передача пакета обычно осуществляется менее чем за секунду, параметр TTL («время жизни»), уменьшаемый на каждом узле маршрута не менее чем на единицу, обычно уменьшается на число транзитных участков.